# Isla de las rosas (Lago Starnberg)
La Isla de las rosas (en alemán: Roseninsel) es una isla natural alemana de 2,5 hectáreas de superficie que se encuentra en el lago de Starnberg en la región de Baviera. Es la única isla en el lago y el sitio de una villa real del rey Luis II de Baviera que había sido encargada por su padre. Estaba particularmente apegado a este lugar e hizo frecuentes renovaciones y remodelaciones del pequeño jardín y la villa, denominada Casino.
En 1853, el rey Maximiliano II de Baviera encargó a Peter Joseph Lenné que diseñara un parque paisajístico en la costa oeste del lago. El parque, que combina elementos decorativos formales y naturales del paisaje, fue diseñado por Carl von Effner. El palacio comenzó mucho más tarde, en 1863, fue abandonado por la muerte prematura del rey en marzo de 1864. El jardín de rosas también fue diseñado por Lenné.
Los invitados a la isla fueron el compositor Richard Wagner, su amigo íntimo el príncipe Paul de Thurn and Taxis, la emperatriz Elisabeth de Austria y la zarina Maria Alexandrovna de Rusia.
Se encuentra habitada solo por el jardinero, la única persona en la isla. La villa es hoy un pequeño museo, abierto al público en general. 